# Al-Samawa SC
Der al-Samawa Sports Club (arabisch نادي السماوة الرياضي, DMG Nādī s-Samāwa ar-riyāḍī) ist ein irakischer Sportklub mit Sitz in der Stadt Samawa im Gouvernement al-Muthanna.

## Geschichte
Der Klub wurde im Jahr 1963 gegründet. In der Saison 1974/75 war man dann Gründungsmitglied der eingleisigen irakischen Fußballmeisterschaft. Nach der Folgesaison stieg der Klub aber schon mit nur neun Punkten als Tabellenletzter ab. Die Saison 1988/89 wurde später in mehreren regionalen Gruppen ausgespielt, wo in einer von diesen die Mannschaft auch vertreten war.
Zur Saison 1999/2000 stieg die Mannschaft dann wieder einmal in die höchste Spielklasse auf. In den nächsten Jahren kommt es aufgrund des Irakkriegs erst einmal zu einer sehr verworrenen Zeit, in der man wieder in die regional ausgespielten Spielklassen zurückfällt. Dort kann man sich in der Gruppe Süd aber auch für einige Jahre halten. Nach der Spielzeit 2009/10 stieg man aus dieser Gruppe schlussendlich ab.
Schließlich gelang zur Spielzeit 2015/16 wieder eine Rückkehr in die erste Spielklasse, an deren Ende auch der Klassenerhalt stand. Nach der Runde 2020/21 ging es als Tabellenletzter jedoch wieder runter.